# Exenterus ictericus
Exenterus ictericus är en stekelart som först beskrevs av Johann Ludwig Christian Gravenhorst 1829.  Exenterus ictericus ingår i släktet Exenterus och familjen brokparasitsteklar. Arten är reproducerande i Sverige. Inga underarter finns listade i Catalogue of Life.